# Suriya Prasathinphimai
Suriya Prasathinphimai est un boxeur et kickboxeur thaïlandais né le 2 avril 1980.

## Carrière
Aux Jeux olympiques d'été de 2004, il combat dans la catégorie des poids moyens et remporte la médaille de bronze. 